# Bébert
Pour le chat de l'écrivain Louis-Ferdinand Céline, voir Bébert (chat).
Bébert est une bande dessinée franco-belge créée en 1963 dans le journal Spirou par Paul Deliège (dessin) et Maurice Rosy (scénario). Elle ne connut qu’un seul épisode — 
Le Casque aux gants de planches —, paru du no 1341 au no 1362 et fut publiée en album par Le Coffre à BD en 2008.

## Publication

### Album
- Le Casque aux gants de planches, 2008, Le Coffre à BD